# Idsteiner Demokratenkongress

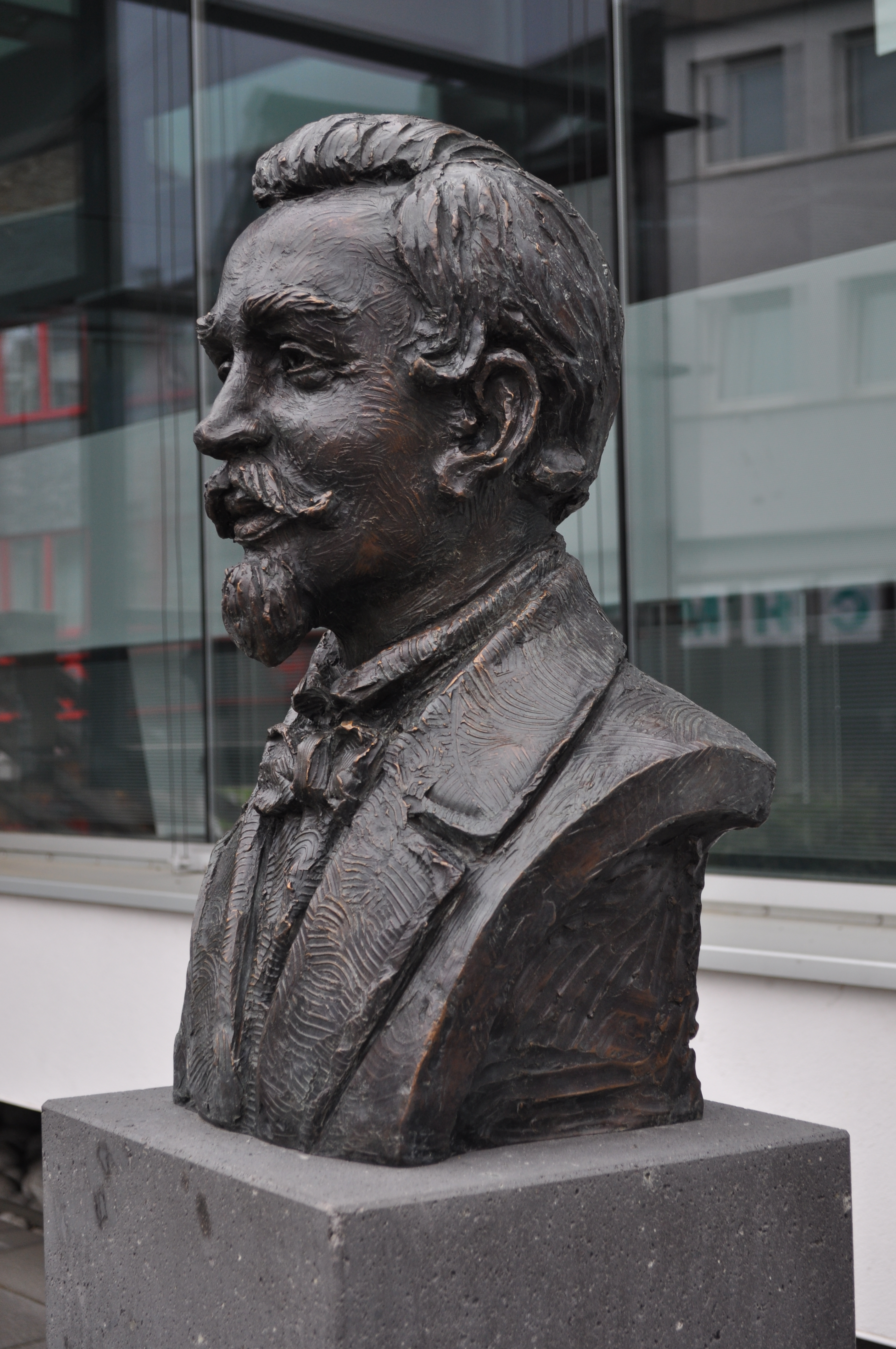
Büste von Gustav Justi in Idstein

Der Idsteiner Demokratenkongress war ein Treffen der radikalen Demokraten des Herzogtums Nassau im Juni 1849 in Idstein. Besonderes Aufsehen erweckte der Prozess gegen die führenden Teilnehmer und der Freispruch derselben.

## Vorbereitungen
Während der Revolution von 1848 bildete sich auch in der Nassauischen Ständeversammlung eine Gruppe der radikalen Demokraten. Im Gegensatz zu den Befürwortern einer konstitutionellen Monarchie setzten sie sich für eine Republik, teilweise auch für weitgehende sozialpolitische Maßnahmen wie die entschädigungslose Zehntablösung ein. In einer Reihe von Ämtern hatten sich Demokratenvereine gebildet, in denen sich die radikalen Demokraten organisierten.
Ende Mai 1849 wählte der Wiesbadener Volksverein, einer dieser Demokratenvereine, eine Kommission, die ein Programm für einen Landeskongress der Demokraten entwerfen sollten. Carl Schapper war federführend mit diesem Entwurf betraut. Am 5. Juni wurde die Einladung zum Idsteiner Demokratenkongress veröffentlicht. Die Einladung war von den Landtagsabgeordneten Adolph Raht aus Dillenburg, Friedrich Snell aus Weilmünster-Langenbach, Gustav Justi aus Idstein, Friedrich Müller aus Nastätten, Friedrich Lang aus Langenschwalbach, dem Landesoberschultbeiß Ludwig Wenckenbach aus Wehen, dem Arzt Dr. Franz Gerau aus Weilburg und anderen. Die Gemeinden des Herzogtums wurden darin aufgefordert, jeweils 1 bis 5 Delegierte zu einem Demokratenkongress nach Idstein zu entsenden.
Nationaler Hintergrund war der Rücktritts Heinrich von Gagerns am 10. Mai 1849 als Reichsministerpräsidenten, das Scheitern der Kaiserdeputation und der Reichsverfassungskampagne. Unmittelbar von dem Kongress, am 7. Juni war der nassauische "Märzminister" August Hergenhahn von Herzog Adolph entlassen worden.

## Der Kongress
Am Samstag, dem 9. Juni fand im Gasthof "Zum Lamm" eine Vorbesprechung statt, in der eine Geschäftsordnung des Kongresses beschlossen wurde. Etwa 300 Delegierte aus allen 28 Ämtern des Herzogtums nahmen am Sonntag, dem 10. Juni am eigentlichen Kongress teil. Auf Vorschlag von Karl Schapper wurde Adolph Raht als Versammlungspräsident gewählt. Der Kongress fand in der Kirche in Idstein statt und musste daher von 13:30 bis 14:30 für den Nachmittagsgottesdienst unterbrochen werden.
Der Kongress verabschiedete einen 10-Punkte Plan dessen Kern die Unterstützung der Deutschen Nationalversammlung auch als Rumpfparlament war und die Beziehungen zur provisorischen Zentralgewalt und zu den reichsverfassungsfeindlichen Staaten abzubrechen, die Truppen aus der Pfalz und aus Baden abzuziehen und für Nassau eine verfassunggebende Versammlung einzuberufen. 

„Die konstituierende deutsche Nationalversammlung erkennen wir als solche und deren Beschlüsse als unbedingt bindend an, sie ist unsere höchste Behörde, in welcher Stadt des Vaterlandes auch immer die Nationalversammlung sei.“

Eine Deputation von 56 Mitgliedern (je Amt zwei Delegierte) sollten die Erklärung an Herzog Adolph übergeben, ein 7er-Ausschuss wurde gebildet, um die politische Arbeit bis zu einem neuen Kongress fortzusetzen.
Die Deputation wurde am Montag, dem 11. Juni vom Herzog empfangen. Das Gespräch führte zu einem Eklat. Herzog Adolph lehnte die Forderungen ab und erklärte, der neue Staatsminister, Friedrich von Wintzingerode habe vor allem die Aufgabe, der fortwährenden Unruhe im Lande ein Ende zu setzen. Diese Antwort rief naturgemäß den Unmut der Delegierten hervor. Insbesondere Dr. Franz Gerau antwortete in einer Deutlichkeit, die als "unziemlich" beschrieben wurde. Daraufhin wurde die Delegation entlassen.
Mitglieder des Siebener-Ausschusses waren unter anderem Ludwig Wenckenbach, Adolph Raht.

## Der Prozess
Gegen die führenden Köpfe des Kongresses wurde durch das neue Staatsministerium eine Untersuchung angeordnet, die in einem Prozess wegen Hochverrats, Majestätsbeleidigung und anderer Delikte endete.
Vor dem Kriminalgericht Wiesbaden unter Vorsitz von Christoph Flach angeklagt waren Carl Schapper, der Gründer des Wiesbadener Arbeitervereins, der Bergingenieur Dr. Joh. Bapt. Mayer aus Katzenellenbogen, der Hofgerichtspräsident Adolph Raht aus Dillenburg, der Amtssekretär und ehemalige Paulskirchenabgeordnete Karl August Hehner aus Rennerod, der Procurator und Rechtsanwalt Friedrich Lang aus Wiesbaden, der Pfarrer Friedrich Snell aus Langenbach, der Advokat Friedrich Müller aus Nastätten, der Fabrikant Gustav Justi aus Idstein, der Landesoberschultbeiß Ludwig Wenckenbach aus Wehen und der Wiesbadener Redakteur Julius Oppermann. 
Der Prozess dauerte vom 8. bis 15. Februar 1850. In Umsetzung einer der Neun Forderungen der Nassauer waren die Strafgerichte 1848 in Assisengerichte (Geschworenengerichte) umgewandelt worden. Die Geschworenen sprachen alle Angeklagten frei. Oppermann ließ die Verhandlung mitstenographieren und veröffentlichte die Mitschrift später.
In der Folge wurden die Geschworenengerichte in Nassau wieder abgeschafft.